# Hassan Mead
Hassan Mead, född 28 juni 1989 i Somalia, är en amerikansk långdistanslöpare.
Mead tävlade för USA vid olympiska sommarspelen 2016 i Rio de Janeiro, där han slutade på 11:e plats på 5 000 meter.